# Sojoez TMA-21
Sojoez TMA- 21 (Russisch: Союз ТМА-20) was een vlucht naar het Internationaal ruimtestation ISS. Het lanceerde drie bemanningsleden van ISS Expeditie 27. TMA-21 was de 109e vlucht zijn van een Sojoez-ruimteschip, na de eerste lancering in 1967. De Sojoez bleef aan het ISS gekoppeld voor de duur van expeditie 27 en diende als reddingsschip. Het werd gelanceerd op 4 april 2011.

## Bemanning

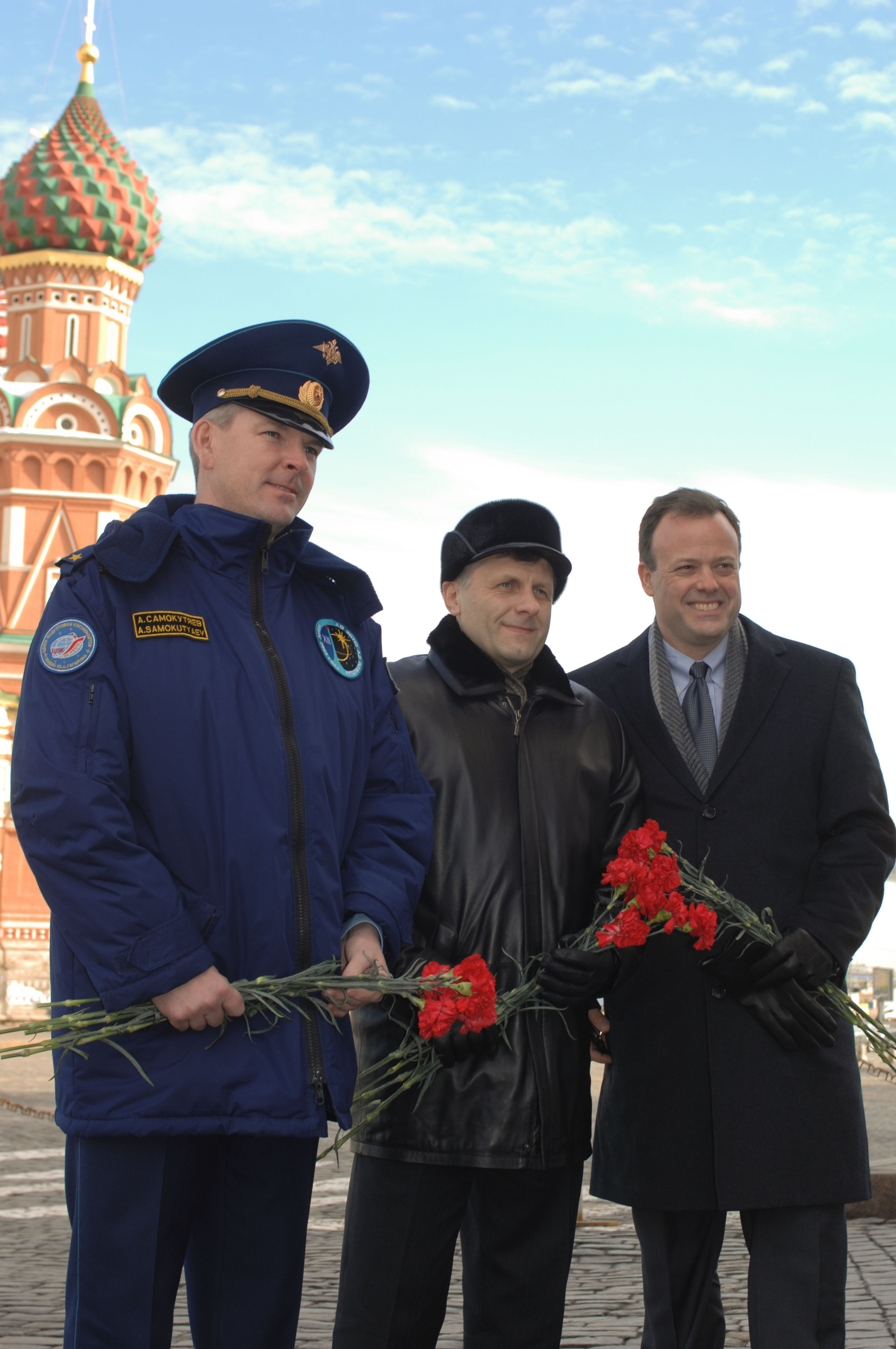
De Bemanning van Sojoez TMA-21 tijdens hun Cermoniele tour op het Rode plein op 11 maart 2011.

| Functie     | Bemanning               |
| ----------- | ----------------------- |
| Bevelhebber | Aleksandr Samokoetjajev |
| Piloot 1    | Andrej Borisenko        |
| Piloot 2    | Ronald J. Garan         |